# Исмет Ризвић
Исмет Ризвић (Мостар, 1933 — Сарајево, 9. децембар 1992) истакнути је југословенски сликар.

## Биографија
Исмет Ризвић рођен је у Мостару 1933. године, али је већи део свог живота и читав свој радни век провео у Сарајеву, где је студирао ликовну уметност на Педагошком факултету. Као стипендиста боравио је у Лондону 1966. године, проучавајући енглеске аквареле. Први пут је излагао своја дела у Удружењу уметника 1957. године. Члан је Удружења ликовних уметника Босне и Херцеговине од 1963. године. Током свог тридесет и пет година дугог уметничког рада, учествовао је на бројним заједничким изложбама и одржао десет самосталних изложби. Поред оних у земљи, многа Ризвићева дела могу се наћи у приватним колекцијама широм света. Умро је 9. децембра 1992. у Сарајеву. Дванаест година касније, 2004. године, објављена је монографија о уметнику Исмету Ризвићу, са 384 странице, укључујући 237 репродукција његових дела - и ко зна колика је љубав уметника.